# Gǃòʼé ǃHú
Gǃòʼé ǃHú ([ᶢǃòˀé ǃʰú] ) est un satellite de la planète naine potentielle (229762) Gǃkúnǁʼhòmdímà. Il s'agit d'un objet transneptunien d'environ 103 km de diamètre et orbitant autour du corps principal en 11,314 73 ± 0,000 16 jours avec un demi-grand axe de 6 035 ± 48 kilomètres. Il est nommé d'après la mythologie juǀʼhoan, Gǃòʼé ǃHú signifiant oryx magique.

## Découverte
Gǃòʼé ǃHú a été découvert le 13 novembre 2008 via le télescope spatial Hubble et sa découverte a été annoncée en 2011.